# Scuola primaria in Italia

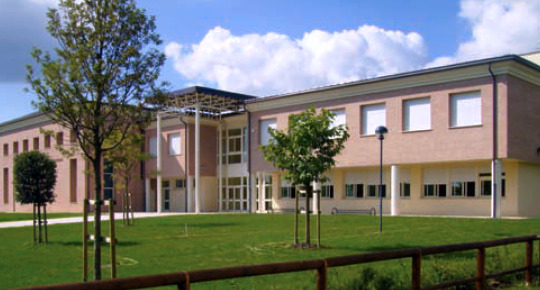
Scuola primaria a Cesena.

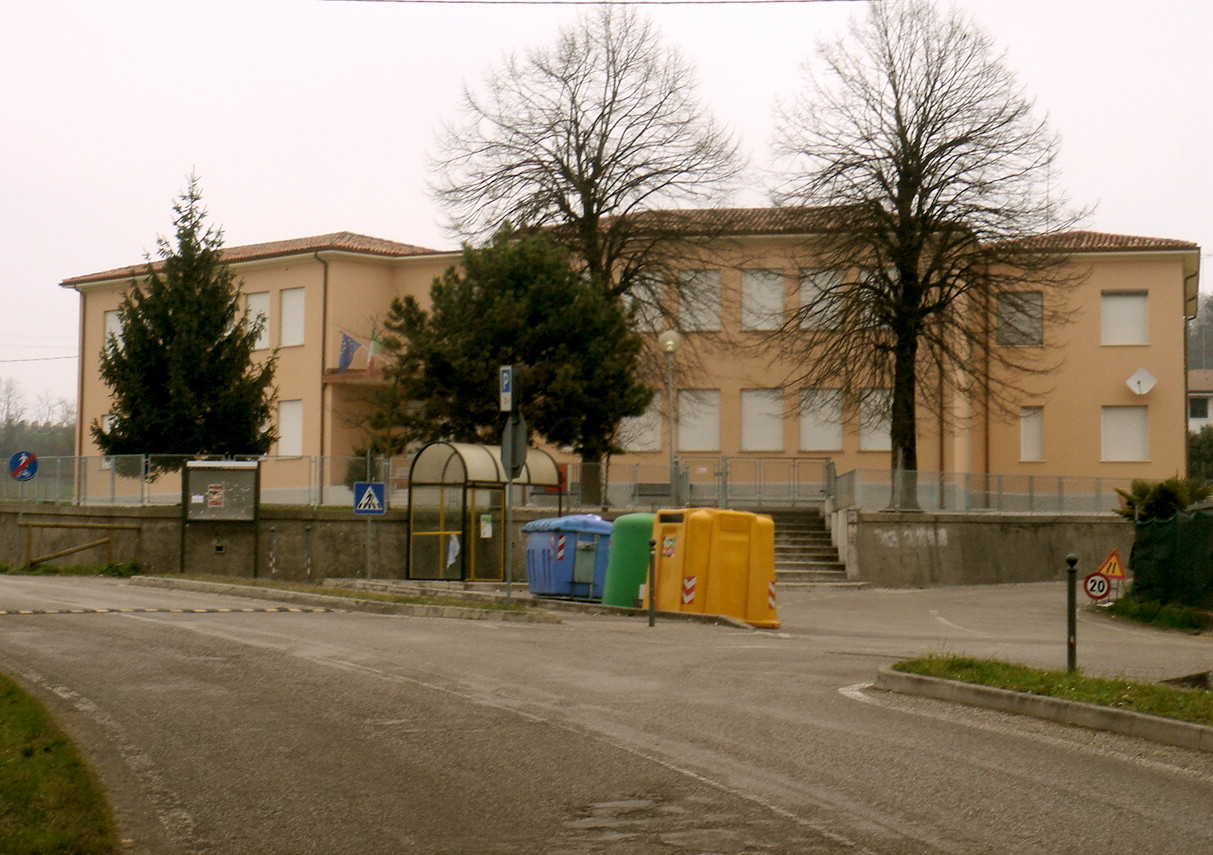
Scuola primaria a Castello Roganzuolo.

La scuola primaria, comunemente chiamata scuola elementare, rappresenta, nell'ordinamento scolastico italiano, il primo livello del primo ciclo di studio dell'istruzione obbligatoria. È normalmente suddivisa in cinque classi, in Italia complessivamente chiamate le elementari.
L'espressione "scuola primaria", derivante dal francese (école primaire), poi diffusasi nei paesi anglosassoni (primary school), fu introdotta ufficialmente in Italia nel 2003, per una scelta contenuta nella riforma Moratti. Il termine "elementare" fa riferimento al fatto che nella scuola così definita si insegnano le basi della conoscenza, gli elementi fondamentali della scienza, dell'arte e dello studio in genere. È rimasto nell'uso comune perché per molti decenni, fino al 2003, era la denominazione ufficiale di tale ciclo.
Dura cinque anni, dai 6 agli 11 anni. È preceduta dalla scuola dell'infanzia, comunemente detta scuola materna, ed è seguita dalla scuola secondaria di primo grado, comunemente detta scuola media.

## Storia

### Dall'unità d'Italia al XX secolo

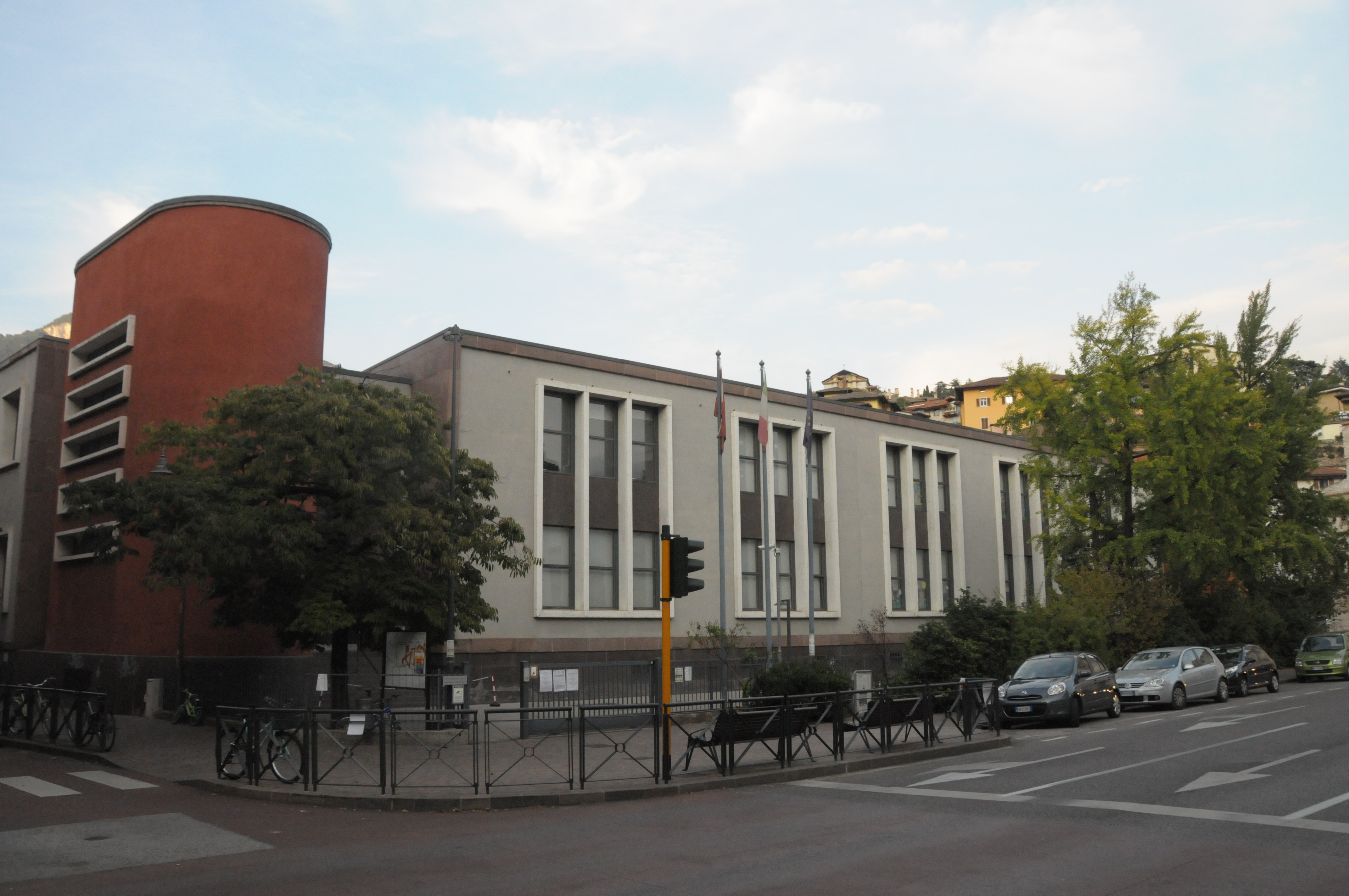
La Scuola elementare Raffaello Sanzio a Trento. L'edificio, in stile razionalista, è stato progettato dall'architetto Adalberto Libera.

Oggetto di diverse riforme sia prima sia dopo l'unità d'Italia, la scuola elementare a tempo pieno comincia ad affermarsi nel 1971. Essa nasce come risposta sia alla necessità di miglioramento del sistema scolastico e dell'apprendimento degli alunni, sia alle nuove esigenze lavorative dei genitori. Inizialmente ciò consiste in lezioni pomeridiane, organizzate da insegnanti diversi rispetto a quelli curricolari, dove i bambini si ritrovano per discutere, dipingere, stampare giornalini o dedicarsi a quelle attività non concluse o non sufficientemente approfondite al mattino. Nel 1969/70 vengono coinvolti nelle attività pomeridiane gli insegnanti dei doposcuola comunali.
La novità consiste nel fatto che durante l'apertura pomeridiana la scuola organizza gli incontri mantenendo la divisione degli alunni nelle classi, permettendo così un maggiore legame con le attività svolte dai bambini durante il normale orario di scuola. Dal 1970/71 alcune sezioni cominciano a lavorare a tempo pieno. Dal 1971/72 con la Legge n. 820 in alcune classi lavorano due insegnanti statali. In pochi anni il modello si diffonde e, già dal 1977/78, esistono a Torino intere scuole organizzate a tempo pieno.
La scuola elementare fino al 1990 era organizzata secondo il principio del maestro unico, cioè un maestro per ciascuna classe. Dal 1990, con l'approvazione della legge n. 148 del 5 giugno 1990 e dopo anni di sperimentazione, questa figura scomparve e si passò al gruppo di docenti, il cosiddetto modulo didattico.
Prima della riforma Moratti, il quinquennio era strutturato in due cicli didattici distinti ma unitari:
- il primo ciclo che comprendeva la 1ª e la 2ª classe elementare;
- il secondo ciclo costituito dal triennio terminale dell'istruzione elementare.

Al termine del quinquennio aveva luogo l'esame di licenza elementare, che dava accesso alla scuola media inferiore (detta burocraticamente scuola secondaria di primo grado), e che è stato abolito dal Governo Berlusconi III.
Nella scuola elementare, dal 1990 in poi, gli insegnanti erano tre ogni due classi, oppure quattro ogni tre classi; ciascuno di essi era titolare di un ambito disciplinare (linguistico-espressivo, matematico-scientifico, antropologico).

### La riforma Moratti
Con la riforma Moratti degli anni 2000, i programmi ministeriali hanno subito un cambiamento drastico di riduzione dei programmi per quanto riguarda lo studio delle materie di storia, geografia e scienze. Infatti, i contenuti sono stati ristrutturati in modo da creare un continuum con la scuola secondaria di I grado che segue.
| Classe | Storia                                                                                        | Geografia                                     | Scienze                                                      |
| ------ | --------------------------------------------------------------------------------------------- | --------------------------------------------- | ------------------------------------------------------------ |
| 1ª     | Avviamento disciplina                                                                         | Avviamento disciplina                         | Avviamento disciplina                                        |
| 2ª     | Concezione del tempo in generale e del proprio                                                | Conoscenza paesaggi e concezione orientamento | Conoscenza degli elementi/fenomeni naturali e degli animali  |
| 3ª     | Studio dalla Preistoria alla scoperta della scrittura                                         | Conoscenza approfondita dei paesaggi          | Studio approfondito di animali, piante; fenomeni naturali    |
| 4ª     | Studio delle prime Civiltà Antiche.                                                           | Studio dell'Italia dal punto di vista fisico. | Studio della natura e della struttura corporea degli animali |
| 5ª     | Studio della civiltà greca, popoli italici e antica Roma fino alla caduta dell'Impero Romano. | Studio delle regioni italiane                 | Studio del corpo umano                                       |

Con il decreto legislativo n. 59 del 2004 applicativo della legge Moratti nacque la figura del docente tutor: una figura di orientamento, di consulenza e di tutorato per ciascuno studente, al fine di giungere a un grado crescente di personalizzazione dei processi di insegnamento e di apprendimento.

### La riforma Gelmini
La riforma Gelmini ha reintrodotto il maestro unico, o meglio prevalente, per quanti lo richiedano, a partire dalle classi prime dell'anno scolastico 2009/2010.

## Ordinamento vigente
L'ordinamento attuale è disciplinati dal Decreto del Presidente della Repubblica 20 marzo 2009, n. 89, in particolare il primo ciclo d'istruzione in si compone di cinque periodi didattici:
- un anno iniziale, che comprende la 1ª classe della scuola primaria
- il 1º biennio che comprende la 2ª e 3ª classe della scuola primaria
- il 2º biennio che comprende la 4ª e 5ª classe della scuola primaria
- il 3º biennio che comprende la 1ª e 2ª classe della scuola secondaria di primo grado (o scuola media)
- il periodo didattico finale che comprende la 3ª classe della scuola secondaria di primo grado (o scuola media)

Al termine dell'ultimo periodo didattico, cioè al termine della cosiddetta scuola media, è previsto un Esame di Stato, al quale gli studenti sono ammessi con lo scrutinio finale e che consiste di tre prove scritte e un colloquio orale. Le tre prove scritte sono preparate dalle singole scuole e sono la prova di Italiano, di Lingua straniera e di Matematica.
Dall'anno scolastico 2017/2018 la partecipazione alle prove nazionali di italiano, matematica e inglese predisposte dall'INVALSI costituisce un requisito di ammissione all'esame ma non incide sul voto dell'Esame di Stato.
Nella tabella sottostante si evidenzia la collocazione della scuola elementare nel complesso del sistema scolastico italiano. La riga più alta indica l'età degli studenti; in rosso è segnato il periodo dell'obbligo scolastico.
| 2½~4                                  | 4~5                                   | 5~6                                   | 6~7                                 | 7~8                                 | 8~9                                 | 9~10                                | 10~11                               | 11~12                                       | 12~13                                       | 13~14                                       | 14~15                  | 15~16                  | 16~17                  | 17~18                  | 18~19                  | 19~20                                                   | 20~21                                                   | 21~22                                                   | 22~23                                                   | 23~24                                                   |
| Istruzione prescolastica              | Istruzione prescolastica              | Istruzione prescolastica              | Istruzione primaria                 | Istruzione primaria                 | Istruzione primaria                 | Istruzione primaria                 | Istruzione primaria                 | Istruzione secondaria                       | Istruzione secondaria                       | Istruzione secondaria                       | Istruzione secondaria  | Istruzione secondaria  | Istruzione secondaria  | Istruzione secondaria  | Istruzione secondaria  | Istruzione superiore                                    | Istruzione superiore                                    | Istruzione superiore                                    | Istruzione superiore                                    | Istruzione superiore                                    |
| (I)                                   | (II)                                  | (III)                                 | I                                   | II                                  | III                                 | IV                                  | V                                   | VI                                          | VII                                         | VIII                                        | IX                     | X                      | XI                     | XII                    | XIII                   | I                                                       | II                                                      | III                                                     | IV                                                      | V                                                       |
| scuola dell'infanzia (scuola materna) | scuola dell'infanzia (scuola materna) | scuola dell'infanzia (scuola materna) | scuola primaria (scuola elementare) | scuola primaria (scuola elementare) | scuola primaria (scuola elementare) | scuola primaria (scuola elementare) | scuola primaria (scuola elementare) | scuola secondaria di I grado (scuola media) | scuola secondaria di I grado (scuola media) | scuola secondaria di I grado (scuola media) | licei                  | licei                  | licei                  | licei                  | licei                  | università e formazione artistica, musicale e coreutica | università e formazione artistica, musicale e coreutica | università e formazione artistica, musicale e coreutica | università e formazione artistica, musicale e coreutica | università e formazione artistica, musicale e coreutica |
| scuola dell'infanzia (scuola materna) | scuola dell'infanzia (scuola materna) | scuola dell'infanzia (scuola materna) | scuola primaria (scuola elementare) | scuola primaria (scuola elementare) | scuola primaria (scuola elementare) | scuola primaria (scuola elementare) | scuola primaria (scuola elementare) | scuola secondaria di I grado (scuola media) | scuola secondaria di I grado (scuola media) | scuola secondaria di I grado (scuola media) | istituti tecnici       | istituti tecnici       | istituti tecnici       | istituti tecnici       | istituti tecnici       | università e formazione artistica, musicale e coreutica | università e formazione artistica, musicale e coreutica | università e formazione artistica, musicale e coreutica | università e formazione artistica, musicale e coreutica | università e formazione artistica, musicale e coreutica |
| scuola dell'infanzia (scuola materna) | scuola dell'infanzia (scuola materna) | scuola dell'infanzia (scuola materna) | scuola primaria (scuola elementare) | scuola primaria (scuola elementare) | scuola primaria (scuola elementare) | scuola primaria (scuola elementare) | scuola primaria (scuola elementare) | scuola secondaria di I grado (scuola media) | scuola secondaria di I grado (scuola media) | scuola secondaria di I grado (scuola media) | istituti professionali | istituti professionali | istituti professionali | istituti professionali | istituti professionali | università e formazione artistica, musicale e coreutica | università e formazione artistica, musicale e coreutica | università e formazione artistica, musicale e coreutica | università e formazione artistica, musicale e coreutica | università e formazione artistica, musicale e coreutica |
| ------------------------------------- | ------------------------------------- | ------------------------------------- | ----------------------------------- | ----------------------------------- | ----------------------------------- | ----------------------------------- | ----------------------------------- | ------------------------------------------- | ------------------------------------------- | ------------------------------------------- | ---------------------- | ---------------------- | ---------------------- | ---------------------- | ---------------------- | ------------------------------------------------------- | ------------------------------------------------------- | ------------------------------------------------------- | ------------------------------------------------------- | ------------------------------------------------------- |

### Il tempo pieno
La scuola a tempo pieno consiste in un particolare modello organizzativo delle attività didattiche presente nella scuola primaria italiana. Essa si articola su un tempo scuola di 40 ore settimanali, dal lunedì al venerdì, con 30 ore di lezione, sia al mattino sia al pomeriggio, e 10 ore di mensa e gioco post mensa. Il tempo scuola di 40 ore è previsto anche nella scuola dell'infanzia. È però possibile usufruire del tempo pieno a 40 ore settimanali in presenza di determinate condizioni, come specificato anche dal Ministero dell'Istruzione, Università e Ricerca:
1) presenza e disponibilità di locali o spazi adeguati a garantire il tempo pieno,
2) la mensa deve essere preferibilmente interna alla scuola,
3) ci deve essere la disponibilità degli insegnanti a insegnare in questo formato orario: ne saranno nominati 2 che di conseguenza saranno titolari entrambi sulla stessa classe.

#### L'attività didattica
In ogni classe lavorano due insegnanti contitolari che si alternano al mattino e al pomeriggio con orari stabiliti in interclasse sulla base delle esigenze derivate dall'organizzazione dell'attività di classe e di interclasse. Gli insegnanti avevano due ore di compresenza ciascuno, nelle quali erano quindi presenti contemporaneamente in classe, ora abolite dalla Legge 169/2008.
L'attività didattica prevede:
- momenti di lavoro in classe (gli insegnanti operano per aree disciplinari, con una suddivisione di compiti che tiene conto, in genere, di attitudini e competenze specifiche);
- momenti di lavoro in piccoli gruppi, di classe o di interclasse, per attività di lavoro in laboratorio (scienze, informatica, matematica, storia, musica, pittura...), il lavoro può essere di approfondimento, di recupero, di ricerca;
- momenti di lavoro con singoli bambini per il recupero di abilità specifiche. Gli insegnanti programmano, operano, verificano collegialmente in momenti specifici: 
  - con il contitolare ed eventualmente con l'insegnante di sostegno (incontri tra contitolari);
  - con i colleghi di interclasse (incontri di interclasse);
  - con tutti i colleghi della scuola (Collegio Docenti).

L'orario degli insegnanti è di 22 ore di docenza e 2 ore per le attività di programmazione di classe e di interclasse.

### Possibilità di anticipare l'iscrizione
La legge 28 marzo 2003, n. 53 e il d.lgs. 19 febbraio 2004, n. 59 danno la possibilità dell'anticipo di iscrizione alla scuola elementare. Tale opzione è però riservata agli studenti che compiono sei anni di età entro il 30 aprile dell'anno scolastico di riferimento. L'ammissione anticipata è subordinata alla disponibilità dei posti dell'istituto scolastico scelto e avviene attraverso apposita domanda.

### Quadro orario
La normativa prevede quattro differenti curricoli di 24, 27, fino a 30 e 40 ore di lezione (quest'ultimo solo per il tempo pieno). Il Ministero indica il numero minimo di ore da dedicare alle singole discipline, mentre spetta ai singoli Istituti, in virtù dell'autonomia scolastica, definire il proprio quadro orario. Quello che segue è un modello puramente indicativo per un curricolo di 24 e 27 ore.

#### Orario di 24 ore
| Discipline                                      | 1º anno | 2º anno | 3º anno | 4º anno | 5º anno |
| ----------------------------------------------- | ------- | ------- | ------- | ------- | ------- |
| Italiano                                        | 6       | 6       | 6       | 6       | 6       |
| Inglese                                         | 1       | 2       | 3       | 3       | 3       |
| Storia**                                        | 2       | 2       | 2       | 2       | 2       |
| Geografia**                                     | 1       | 1       | 1       | 1       | 1       |
| Matematica                                      | 5       | 5       | 5       | 5       | 5       |
| Scienze                                         | 2       | 2       | 2       | 2       | 2       |
| Tecnologia ed informatica                       | 1       | 1       | 1       | 1       | 1       |
| Musica                                          | 1       | 1       | 1       | 1       | 1       |
| Arte ed immagine                                | 1       | 1       | 1       | 1       | 1       |
| Educazione fisica                               | 1       | 1       | 1       | 1       | 1       |
| Religione cattolica oppure attività alternative | 2       | 2       | 2       | 2       | 2       |
| Totale ore settimanali                          | 24      | 24      | 24      | 24      | 24      |

#### Orario di 27 ore
| Discipline                                      | 1º Anno | 2º Anno | 3º Anno | 4º Anno | 5º Anno |
| ----------------------------------------------- | ------- | ------- | ------- | ------- | ------- |
| Italiano                                        | 7       | 7       | 6       | 6       | 6       |
| Inglese                                         | 1       | 2       | 3       | 3       | 3       |
| Storia**                                        | 3       | 3       | 3       | 3       | 3       |
| Geografia**                                     | 1       | 1       | 1       | 1       | 1       |
| Matematica                                      | 7       | 6       | 6       | 6       | 6       |
| Scienze                                         | 2       | 2       | 2       | 2       | 2       |
| Tecnologia ed informatica                       | 1       | 1       | 1       | 1       | 1       |
| Musica                                          | 1       | 1       | 1       | 1       | 1       |
| Arte ed immagine                                | 1       | 1       | 1       | 1       | 1       |
| Educazione fisica                               | 1       | 1       | 1       | 1       | 1       |
| Religione cattolica oppure attività alternative | 2       | 2       | 2       | 2       | 2       |
| Totale ore settimanali                          | 27      | 27      | 27      | 27      | 27      |

(** con Cittadinanza e Costituzione come prescritto dalla legge 169 del 2008. Con la L.92/2019, è stata introdotta la disciplina "educazione civica", per almeno 33 ore e affidata in contitolarità a tutti i docenti della classe)

### Esame finale
L'esame di licenza elementare, vigente fino all'anno scolastico 2003-2004 nelle scuole statali e parificate italiane, permetteva il passaggio dalla scuola elementare alla scuola media inferiore. Esso consisteva in due prove scritte (linguistico-espressiva e logico-matematica) e una prova orale. È stato abolito con l'istituzione del primo ciclo dell'istruzione obbligatoria, che comprende scuola primaria e secondaria di I grado, e che si conclude con un Esame di Stato (D.lgs. 19 febbraio 2004, n. 59).

## Autonomia degli alunni nel raggiungere la scuola
- Da una ricerca dell'Istituto di scienze e tecnologie della cognizione del CNR è risultato che all'inizio del 2013 solo il 7% dei bambini italiani si reca a scuola da solo, l'autonomia dei bambini tedeschi è al 40%, quella degli inglesi al 41%[9].